# Dakar-Bamako
Dakar-Bamako è un documentario del 1992 diretto da Samba Félix N'Diaye sulla linea ferroviaria che unisce il Senegal al Mali. La ferrovia, pensata alla fine dell'Ottocento dal generale Joseph Simon Gallieni, comandante del Sudan francese, doveva collegare il fiume Niger al porto di Dakar.

## Produzione
Il film - un mediometraggio di 58 minuti - fu prodotto dalla Caméras continentales (Francia), France 3 (Francia) e ORTS (Senegal).

## Distribuzione
È distribuito da Les Fabriques de la Vanne.